# CEI 60027-2
CEI 60027-2 (CEI est l'abréviation de Commission électrotechnique internationale) est une norme internationale sur les préfixes binaires utilisés dans les télécommunications et l'électronique.

## Préfixes binaires
Les préfixes binaires définis sont :
- kibi, symbole Ki, ordre de grandeur 103, valeur exacte 210, appelé par abus « kilo (k) » ;
- mébi, symbole Mi, ordre de grandeur 106, valeur exacte 220, appelé par abus « méga (M) » ;
- gibi, symbole Gi, ordre de grandeur 109, valeur exacte 230, appelé par abus « giga (G) » ;
- tébi, symbole Ti, ordre de grandeur 1012, valeur exacte 240, appelé par abus « téra (T) » ;